# 书王定国所藏《烟江叠嶂图》
书王定国所藏《烟江叠嶂图》是宋代诗人苏轼（1037-1101）的一首古诗，写于元祐三年（1088年）十二月十五日。苏轼在王定国（王巩，1048—1118）处见驸马王晋卿（王诜，1036－1093）画作《烟江叠嶂图》中描绘的烟雾迷蒙、清空神秀的山水胜景后，感慨之余，于画后题诗。王诜又作和诗，苏轼再和，王诜又再和。三人均系在被贬后返回京城。
江上愁心千叠山，浮空积翠如云烟。
山耶云耶远莫知，烟空云散山依然。
但见两崖苍苍暗绝谷，中有百道飞来泉。
萦林络石隐复见，下赴谷口为奔川。
川平山开林麓断，小桥野店依山前。
行人稍度乔木外，渔舟一叶江吞天。
使君何从得此本，点缀毫末分清妍。
不知人间何处有此境，径欲往买二顷田。
君不见武昌樊口幽绝处，东坡先生留五年。
春风摇江天漠漠，暮云卷雨山娟娟。
丹枫翻鸦伴水宿，长松落雪惊醉眠。
桃花流水在人世，武陵岂必皆神仙。
江山清空我尘土，虽有去路寻无缘。
还君此画三叹息，山中故人应有招我归来篇。
————宋·蘇軾，书王定国所藏《烟江叠嶂图》
历代评为诗书画三绝。纪昀称其“奇景幻景，笔足达之。”。乾隆评价“摹写神妙”